# Drejera
Drejera là chi thực vật có hoa trong họ Acanthaceae.